# Museu Boncompagni Ludovisi
Conegut com a Museu Boncompagni Ludovisi (nom oficial: Museo Andrea e Blanceflor Boncompagni Ludovisi per le arti decorative, està allotjat en la casa de camp Boncompagni Ludovisi, a la Via Boncompagni 18 (cruïlla Via Vittorio Vèneto) a Roma.

## Història
L'antiga residència de camp de la família Boncompagni Ludovisi l'any 1972, amb disposició testamentària, va ser donat l'edifici per la princesa Blanceflor de Bildt Boncompagni a l'Estat italià, per mantenir-ho i usar-ho «exclusivament amb fins artístics i culturals d'utilitat pública».
El museu, que ara és a càrrec de la Galeria Nacional d'Art Modern i Contemporani, es va obrir al públic el 1995 i està dedicat a les arts decoratives, al vestuari i la moda italiana.
La vil·la data de principis del segle xx.
A les cinc sales d'exposicions es pot veure el mobiliari original, incloent: 
- mobles;
- tapissos;
- pintures;
- ceràmica.

Té una secció, per exposar articles que hi van del període comprès entre el segle xviii i el segle xx, que abasta: 
- arts decoratives;
- moda: incloent roba de «gran gala» de les grans firmes de l'alta costura italiana per al període que comprèn des de la Segona Guerra Mundial fins a l'època contemporània (1950 - 1990);
- vestuari;
- disseny.

El museu fa que aquest horari: de dimarts a diumenge des de 9,30 fins a 19,00, amb entrada gratuïta.

## Exposicions
- Tristano di Robilant. (2007) Arxivat 2015-01-17 at Archive.is
- La danza fotografica da Luciano Usai. (2008) Arxivat 2016-03-03 a Wayback Machine.
- Pino Procopio, Ulisse, Scene da un viaggio. (2008) Arxivat 2015-01-17 at Archive.is
- Arnaldo Ginna Futurista. (2009)
- Lo zoo di Pinocchio. Galleria di ritratti dei personaggi-animali. Disegni di Filippo Sassoli. (2009)
- Rolando Monti - Dal tonalismo all'astrazione lirica. (2010)
- Fernanda Gattinoni. Moda e stelle ai tempi della Hollywood sul Tevere. (2011)
- Falsi ma Belli. (2011)
- Palma Bucarelli. La Palma della bellezza. (2012)
- Zecchin - Cambellotti e Le Mille e una notte. (2013)
- Joseph Pace, L'Eva Futura. (2014)
- Lydia Predominato, Una via d'uscita per un cuore costretto. (2014)
- Libri d'Artista, L'Arte da Leggere. (2021)
- Direzione dei Musei statali di Roma. Libri d'Artista, L'Arte da Leggere. (2021)
- Il Gioiello nella Moda e nell'Arte e Libro d'artista di Joseph Pace, Flowers#2. (2022)